# 瓦爾特WA 2000狙擊步槍
瓦尔特WA 2000（德語：Walther WA 2000）是由卡爾·瓦爾特運動槍有限公司設計及生產的犢牛式狙擊步槍，WA 2000 是完全以軍警狙擊手需要為唯一目標的全新設計，不同於其他狙擊步槍多以現有槍型改造加強來滿足市場需要。該槍設計優異，準確度極高。不過由於完全以品質為首不計製造成本，造成售價昂貴乏人問津，1988年11月停止量產但现在仍然接受個人订制。

## 設計
瓦尔特WA 2000采用把發射組件後移至槍托以內，縮短其整體長度，而保持槍管長度。
瓦尔特WA 2000在夜間可使用PV4夜視鏡來協助狙擊。
以.300 溫徹斯特麥格農作為主要彈藥的原因是其遠距離準確度較高，6發可分離式彈匣令裝填更快。

## 歷史
瓦爾特WA 2000 於1988年11月停止生產時只製造了176支，其中有兩代、三種口徑，、7.62×51毫米北約彈和最後推出的瑞士7.5×55毫米彈，各代沒有獨立名稱。第一代裝有罐型消焰器，第二代則使用傳統式消焰器。
瓦爾特WA 2000有限地被德國警察所使用，但基於在戰場上可靠性較低的原故而沒有被任何軍隊採用。
在1970年代後期推出的瓦爾特WA 2000售價昂貴，至1988年，每枝售價大約$9,000至$12,500美元（不包括瞄準鏡）。而176支瓦爾特WA 2000中僅有15支出口到美國，其中11支由Earl J. Sheehan, Jr.（瓦爾特 美國分公司總裁）私人擁有。由於非常罕有，現在美國市場新槍售價高達$75,000至$80,000美元。

## 使用國
- 德意志聯邦共和國
  - 警察單位（有限使用）

## 流行文化

### 電影
- 1987年—：詹姆斯·邦德（提摩西·達頓飾演 ）曾使用过一枝带有夜视仪和雷射瞄准器的WA2000。
- 2002年—：由清道夫們射殺狗隻時所使用，奇怪地沒有裝上瞄準鏡及兩腳架並在聲效上類似於霰彈槍。
- 2001年—《不死情謎》：殺手(夕)（瀨戶朝香飾演）於法國巴黎曾使用過一枝WA2000
- 2007年—：殺手47（蒂莫西·奧利芬特飾演）與CIA幹員電話交涉時，用WA2000瞄準對方。

### 電子遊戲
- 1998年—：早期版本的虹彩六號游戏当中WA2000是可以选择的一把武器。
- 2000年—：殺手47的狙擊武器。
- 2004年—《特種部隊Online》：配備狙擊鏡，為目前遊戲三把半自動狙擊步槍中之一，彈匣容量為5發，價格75000SP。
- 2006年—：為遊戲中主角一開始就能使用的狙擊槍，並能進行各項升級（滅音、改裝等等）。
- 2008年—《戰地之王》：配備狙擊鏡，遊戲內為7.62mm口徑版本，彈匣容量為6發。
- 2007年—：本武器在遊戲中稱作「疾風獵鷹」（大陆称狂怒骑士），奇怪的6發彈匣內可裝塡12發7.62mm子彈，配備兩段放大功能的狙擊鏡。也有特殊的黃金版衍生型，可裝彈15發。
- 2009年—及重製版：為.300溫徹斯特麥格農口徑型，在單人模式與多人模式皆有出現，預設配備狙擊鏡。在單人模式可裝彈10發，聯機模式則正確的設定為6發，最高攜彈量為18發（聯機模式）。戰役模式及特種作戰模式時由俄羅斯極端民族主義黨武裝力量、弗拉基米爾·馬卡洛夫的私人部隊以及暗影連所使用。在聯機模式於等級36解鎖，並可以使用紅點鏡、消音器、心跳探測器、ACOG光學瞄準鏡、熱能探測式瞄具、前握把、全金属披甲弹（英语：Full metal jacket bullet）、EOTECH全息瞄準鏡、延長彈匣。
- 2010年—：於戰役模式及聯機模式中出現，預設配備狙擊鏡，載彈量為6發，最高攜彈量為18發（聯機模式），奇怪地會在1960年代出現。戰役模式中出現在越南的關卡。聯機模式時於等級10解鎖，可使用的改裝包括：延長彈匣、ACOG光學瞄準鏡、紅外線探測式瞄具、抑制器和增大範圍瞄準鏡。
- 2010年—
- 2012年—《战争前线》：命名为“Walther WA 2000”，預設配備狙擊鏡，为狙击手专用武器，使用6发弹匣，奇怪的卸掉了机匣上部的双脚架且在下护木上加装战术导轨。中国大陆服务器为专家解锁、欧美与俄罗斯服务器为高级解锁，可以改装枪口配件（通用消音器、狙击枪消音器、狙击枪制退器）、战术导轨配件（狙击枪双脚架、特殊狙击枪双脚架）以及瞄准镜（狙击枪5.5x瞄准镜、狙击枪4.5x中程瞄准镜、狙击枪4x短程瞄准镜、狙击槍5x快速瞄准镜）。
- 2013年—《2》：預設配備狙擊鏡，命名為「Lebensauger .308」，奇怪的可裝塡10發子彈。
- 2015年—《刺客任務：狙擊挑戰》：命名為「詠嘆調」，裝備有滅音器。奇怪的把彈匣裝配在扳機前面，且是栓動式射擊。需要付費購買。
- 2016年—《刺客任務》：命名為「Sieger 300」，外觀有改變。可透過遊戲中關卡“內臟逆位”精通等級達到20等後獲得。有獨特的改良型。
- 2016年—《少女前線》：以拟人化美少女的形象出现，性格傲嬌，五星，由日本聲優戶松遙擔任配音。
- 2018年—《刺客任務2 (2018年遊戲)》：可使用傳承包獲得《刺客任務》的造型，遊戲本身也有專屬的造型和改良型的登場。
- 2022年—《決勝時刻：現代戰爭II 2022》：命名為“CARRACK .300”，於第五季實裝。
- 2024年—《蔚藍檔案》：羽沼真琴的固有武器「唯我獨尊」原型。

### 小說
- 1998年—：角色克鲁兹·威巴的随身武器。
- 2006年—《Fate/Zero》：角色衛宮切嗣使用的武器之一。
- 2008年—：角色佩特拉的随身武器。

### 動畫
- 2003年—《神槍少女》：由荷莉葉特所使用。

## 外部連結
- （英文）—WA 2000圖片資料
- （英文）—Modern Firearms—Walther WA 2000 （页面存档备份，存于）
- （中文）—槍炮世界—WA 2000狙击步枪 （页面存档备份，存于）